# 버들중학교
버들중학교(버들中學校)는 대한민국 강원특별자치도 원주시 반곡동에 있는 공립 중학교이다.

## 학교 연혁
- 2014년 8월 6일 : 버들중학교 설립 인가 (34학급)
- 2015년 9월 21일 : 버들중학교 신축공사 시작
- 2017년 2월 7일 : 버들중학교 신축교사 준공
- 2017년 3월 1일 : 제1대 민경성 교장 부임
- 2017년 3월 2일 : 제1회 입학식(11학급)
- 2020년 1월 3일 : 제1회 졸업식
- 2022년 3월 1일 : 제3대 최용수 교장 부임
- 2025년 1월 6일 : 제6회 졸업식
- 2025년 3월 4일 : 제9회 입학식(33학급)

## 참고 자료
- 버들중학교 - 한국교육학술정보원 학교알리미